# سعدان ليلي رمادي اليد
سعدان ليلي رماديّ اليد (الأسم العلمي:Aotus griseimembra) هو أحد أنواع القرود الليلي الذي كان يُعتبر سابقًا نوعًا من أنواع القرد الليلي ذو البطن الرمادي للعائلة سعدان الليل. يتواجد مجموعتها من أجزاء في كولومبيا وفنزويلا. التصنيف الدقيق للقرد الليلي الرمادي غير مؤكد. في حين أن بعض المصنفين يعتبرونه من سلالات قرد الليل الرمادية (A. lemurinus) ، بينما يعتبره آخرون أنه نوعًا منفصلاً للأسم العلمي A. griseimembra.
في كولومبيا، تتكون مجموعتها من الجزء الشمالي من نهر سينو (أو ربما إلى الشرق) إلى الحدود الفنزويلية، بما في ذلك سييرا نيفادا دي سانتا مارتا ونهر ماجدالينا ونهر كاوكا ونهر ساو خورخي. في فنزويلا، تم العثور عليها في الغرب والجنوب من ماراكايبو.
سعدان ليلي رمادي اليد هو قرد صغير نسبيًا، ويزن الذكور حوالي 1,009 غرام (35.6 أونصة) والإناث التي تزن حوالي 923 غرام (32.6 أونصة). وهو فرائه قصير وضيق. يتراوح الفراء في الجزء الخلفي من البني الرمادي إلى البُني المُحمر. البطن مُصفر. الشعر على الجزء الخلفي من اليدين والقدمين لونه أقرب إلى قهوة عربية الفاتحة مع الشعر الداكن على الأطراف، وهي سمة مميزة رئيسية عن الأنواع الفرعية الأخرى من الفطر.
مشترك مع قرود الليل الأخرى، تعد قرود الليل الرمادية أحد القرود أحادية الزواج القليلة. يلد الزوج الأحادي عادة رضيعًا واحدًا كل عام، على الرغم من حدوث التوائم أحيانًا. فترة الحمل حوالي 133 يوما. يحمل الأب الرضيع من عمر يوم أو يومين، ويمرره إلى الأم للرضاعة. متوسط فترة ما بين الولادة للأم هي 271 يوما.
يتم تصنيف سعدان ليلي رمادي اليد «غير حصين» من قبل الاتحاد الدولي لحفظ الطبيعة (IUCN). ويعتقد أن تكون مهددة بشكل خاص في كولومبيا. هذا يرجع جزئيا إلى فقدان الموائل، ولكن أيضا بسبب القبض على العديد منهم في الستينيات والسبعينيات من القرن الماضي لأبحاث الملاريا.